# Emily Faithfull
Emily Faithfull (1835-1895) var en britisk kvindesagskvinde. Hun kæmpede for at sikre kvinder adgang til arbejdsmarkedet og formåede at oprette et sætteri i London, hvor personalet udelukkende bestod af kvinder.
Fra 1863 udgav hun månedsskriftet The Victoria Magazine og skrev i 1884 bogen Three Visits to America, indeholdende bidrag til den amerikanske kvindebevægelses historie.